# Tristão de Alencar Araripe
Tristão de Alencar Araripe fue una personalidad brasileña. Graduado en Derecho, desempeñó distintos cargos públicos, muchos de ellos relacionados con la Justicia, a lo largo de su vida. 
Fue Conselho do Imperador. Ocupó el cargo de Desembargador da Relação primero de São Paulo y posteriormente de Rio de Janeiro. Fue presidente de las provincias de São Paulo en 1885. Fue segundo oficial del Ministerio de Hacienda. En 1891 fue nombrado ministro de Hacienda, además de ocupar la cartera del Ministerio de Justicia e, interinamente, la del Exterior. Se retiró en 1894, ocupando un cargo de ministro del Tribunal Supremo Federal.
Fue cofundador de la Academia Brasileña.